# Póvoa de Midões
Póvoa de Midões ist eine Gemeinde (Freguesia) im portugiesischen Kreis Tábua. In ihr leben 500 Einwohner (Stand 19. April 2021).